# 音楽のジャンル一覧
音楽のジャンル一覧（おんがくのジャンルいちらん）
五十音順。
ポピュラー音楽のジャンル一覧も参照。
このページはトランス、ロック、EDM、レゲエなどのジャンルのほかに、J-POP、洋楽、アニメソング、ゲームソング、PHONK
などの出典ジャンルやラブソング、卒業ソングなどの歌詞ジャンルが含まれている。

## あ
- アートコア
- アイリッシュミュージック
- ア・カペラ
- アシッドジャズ
- アシッドトランス
- アシッド・ハウス
- アップテンポ
- アニメ音楽
- アニメソング
- アフリカンミュージック
- アフロ・ハウス
- アフロビート
- アメリアッチ
- アラブ音楽（アラブミュージック）
- アンビエント
- アンビエントサイケ
- アンビエント・ハウス
- アンビエント・テクノ
- イージーリスニング(MOR)
- イェイェ(フランス)
- イタロ・ディスコ
- イタロ・ハウス
- イビザトランス
- インストゥルメンタル
- インダストリアル
- インディーズ
- インディー・ロック
- インテリジェント・ダンス・ミュージック(IDM)
- ヴァイキング・メタル
- ウィッチハウス
- ヴェイパーウェイヴ
- ウエストコースト・ジャズ
- AOR
- A-POP
- 映画音楽
- エクストラトーン
- エクストリーム・メタル
- エスニック・フュージョン
- エピック
- エピックトランス
- MPB
- エモ（エモーショナル・ハードコア）
- LAメタル
- エレクトロスイング
- エレクトロクラッシュ
- エレクトロニカ
- エレクトロニック・ダンス・ミュージック(EDM)
- エレクトロニック・ボディ・ミュージック(EBM)
- エレクトロ・ハウス
- エレクトロ・ポップ
- 演歌
- オーケストラル・ポップ
- オールドスクール・ハードコア
- オイ・パンク
- オペラ
- オラトリオ
- オリエンタル・メタル
- オルタナティヴ・ミュージック
- オルタナティヴ・メタル
- オルタナティヴ・ロック
- 音響派

## か
- カオティック・ハードコア
- 雅楽
- 合唱
- ガバ
- ガムラン
- 歌謡曲
- ガラージュ
- カリプソ
- ガレージロック
- ガレージロック・リバイバル
- CULEN
- カンツォーネ
- カントリー・ミュージック
- カンドンベ
- ギターポップ
- ギャングスタ・ラップ
- グアラニア
- クール・ジャズ
- グライム
- グラインドコア
- グラウンド・ビート
- クラウトロック
- クラシック音楽
- クラシックロック
- クラストコア
- クラブミュージック
- グラムロック
- グランジ
- クリスマスソング
- グリッチホップ
- グループ・サウンズ（GS）
- グルーヴ・メタル
- クレズマー
- クロスオーバー
- クロンチョン
- 軍歌
- ケイジャン
- K-POP
- ゲームミュージック
- 劇伴
- ケルティック・メタル
- ケルト音楽
- 現代音楽
- 現代邦楽
- ゴアトランス
- 行進曲
- 黒人音楽
- 黒人霊歌
- ゴシックメタル
- ゴスペル
- コマーシャルソング
- コミックソング
- コラール
- コンテンポラリー・クリスチャン・ミュージック(CCM)
- コンテンポラリーミュージック
- コンピュータ音楽

## さ
- サーフ・ミュージック
- サイケデリックトランス
- サイケデリック・ロック
- サイコビリー
- サザン・ソウル → ディープ・ソウル
- サザン・ロック
- ザディコ
- サルサ
- サンバ（アルゼンチン）
- サンバ（ブラジル）
- 賛美歌
- Gファンク
- J-POP
- C-POP
- シカゴ・ソウル
- シカゴ・ハウス
- シカゴ・ブルース
- シティ・ポップ
- ジプシー・ブラス
- 渋谷系
- ジャーマントランス
- ジャーマンメタル
- ジャズ
- ジャズ・ファンク
- ジャズ・ロック
- ジャパニーズメタル
- ジャパノイズ
- ジャムセッション
- ジャングル
- シャンソン
- シューゲイザー
- ジュネーブ詩篇歌
- シュランツ
- 女性アイドル
- ショーロ
- 清楽
- シンセウェイヴ
- シンセポップ
- シンフォニックメタル
- シンフォニックジャズ
- 吹奏楽
- スウィング・ジャズ
- スウェディッシュ・デスメタル
- スカ
- スカコア（スカ・パンク）
- スキゾフレニア・ポップ
- スキンズ
- スクリーモ
- STARTO[1]
- スピード・ガラージュ
- スピードコア
- スムーズジャズ
- スラッジ・メタル
- スラッシュメタル
- スワンプ・ポップ
- スワンプ・ロック
- 青春パンク
- セツナ系
- セレナーデ
- ゼンハーモニック音楽
- ソウル・ジャズ
- ソウルミュージック
- ソカ
- 卒業ソング
- ソフト・アンド・メロウ
- ソフトロック
- ソン

## た
- ダークコア
- ターボ・フォーク
- ダッチトランス
- ダブ
- ダブステップ
- タンゴ
- ダンスホールレゲエ
- ダンスミュージック
- 男性アイドル
- チカーノラップ
- チップチューン
- チャチャ
- チャマメ
- チャルガ
- チルアウト
- チルウェイヴ
- 2ステップ
- 2ステップ・ガラージ
- 2トーン
- ディープ・ソウル
- ディープ・ハウス
- ディキシーランド・ジャズ
- ディスコ
- デトロイト・テクノ
- テクノ (ダンスミュージック)
- テクノ歌謡
- テクノポップ
- テクノメタル
- デジタルハードコア
- デジタルロック
- デス・エン・ロール
- デスメタル
- デスラッシュ
- デスラッシュバウンド
- TOBE
- テックダンス
- テックトランス
- テックハウス
- チョチェク - チュチェク、キュチェクとも。
- テラーコア
- デルタ・ブルース
- 電子音楽
- ドゥームコア
- ドゥームメタル
- ドゥーワップ
- 童謡
- ドドンパ
- トライバル・ハウス
- トラッシュ
- トラップ
- ドラマチックメタル
- ドラムンベース
- ドラムステップ
- トランス
- トランスコア
- ドリームポップ
- トリップ・ホップ
- ドリルンベース
- ドローン・メタル

## な
- ナイトコア
- ニュー・ウェイヴ
- ニュー・ウェイヴ・リバイバル
- ニューエイジ・ミュージック
- ニューオーリンズ・ジャズ
- ニュースクール・ハードコア
- ニュースタイルガバ
- ニュー・ソウル
- ニュー・フォーク
- ニューミュージック
- ニュー・メタル
- ニューレイヴ
- ニューロマンティック
- ネオ・アコースティック
- ネオクラシカルメタル
- ネオ・ソウル
- ノイエ・ドイチェ・ヴェレ
- ノイズコア
- ノイズミュージック
- ノイズロック
- ノベルティソング
- ノルデスチ

## は
- ハードコア（ハードコア・パンク）
- ハードコアテクノ
- ハードスタイル
- ハードトランス
- ハード・ハウス
- ハードバップ
- ハードロック
- ハードメタル
- ハイエナジー (Hi-NRG)
- ハイライフ
- ハウス
- ハッピーハードコア
- パブロック
- バラード
- バレアリックハウス
- バロックポップ
- パワーポップ
- パワーメタル
- パンク・ロック（パンク）
- ハンズアップ
- ピアノ・ロック
- ビーイング
- ビートパンク
- ビートロック
- Pファンク
- ヒーリング・ミュージック
- ビッグ・ビート
- ヒップホップ
- ビバップ
- ファストコア
- ファド
- ファンカラティーナ
- ファンキー・ジャズ
- ファンク
- ファンクメタル
- フィルター・ハウス
- フィラデルフィア（フィリー）・ソウル
- V-ROCK（ヴィジュアル系）
- ブーガルー
- フォークソング（フォーク）
- フォークトロニカ
- フォークメタル
- フォークロック
- フォルクローレ
- ブギー
- ブギウギ
- フュージョン
- フューチャー・ベース
- フューチャーポップ
- ブラックミュージック
- ブラック・コンテンポラリー
- ブラックゲイズ
- ブラックメタル
- ブラスロック
- フリー・ジャズ
- フリーフォーム・ハードコア
- ブリティッシュトラッド
- ブリットポップ
- ブルー・アイド・ソウル
- ブルーグラス
- ブルース
- ブルースロック
- ブレイクビーツ
- ブレイクコア
- フレンチコア
- フレンチ・ポップス
- フレンチロリータ
- ブロークンビーツ
- プログレッシブ・トランス
- プログレッシブ・ハウス
- ファンキー・ハウス
- ファンコット
- プログレッシブ・メタル
- プログレッシブ・ロック
- ブロステップ
- ベイエリア・スラッシュメタル
- ベース・ミュージック
- ヘヴィメタル
- ヘヴィロック
- 邦楽
- ボカロ
- ホーミー
- 北欧メタル
- ボサノヴァ
- ポストパンク
- ポストパンク・リバイバル
- ポストロック
- ポップ・パンク
- ポップ・フォーク
- ポップ・ロック
- ポピュラー音楽（ポップス、ポップミュージック）
- ポリフォニー
- ポルカ
- ボレロ
- ホワイトソウル
- 香港ポップス

## ま
- マキナ
- マスコア
- マッドチェスター（マンチェスター・サウンド）
- マンボ
- ミクスチャー・ロック
- ミニマル・ミュージック
- ミネアポリス・サウンド
- ミュゼット
- ミュジーク・コンクレート
- 明楽
- 明清楽
- 民族音楽
- 民謡
- ムード歌謡
- ムーンバートン
- メインストリーム・ジャズ
- メタル⇒ヘヴィメタル
- メタルコア
- メロディックデスメタル
- メロディックスピードメタル
- メロディック・ハードコア
- メロディックパワーメタル
- メロディックパンク
- メント
- モータウン
- モード・ジャズ
- モッズ
- モダン・ジャズ
- モダン・ヘヴィネス

## や
- UKハードコア
- UKロック
- ユーフォリックトランス
- ユーロダンス
- ユーロトランス
- ユーロビート
- ユーロポップ
- ユーロロック
- ヨーデル

## ら
- ライ
- ライカ
- ラウドロック
- ラウンジ・ミュージック
- ラグタイム
- ラップメタル
- ラテン音楽
- ラテン・ロック
- ラブソング
- リディム
- リバプールサウンド
- リズム・アンド・ブルース (R＆B)
- リズム歌謡
- リラックスミュージック
- ルーツロックレゲエ
- ルンバ
- レイブ
- レクイエム
- レゲエ
- レゲトン
- ロカビリー (RAB)
- ロシアントランス
- ロック
- ロックステディ
- ロックンロール
- ロックンロール・リバイバル
- ロッテルダムテクノ
- ロマ音楽

## わ
- ワイニョ
- ワルツ
- 和製ポップス
- ワールドミュージック